# Asociación Deportiva Cáceres Licenciados Reunidos Voleibol
La Asociación Deportiva Cáceres de Voleibol, antiguamente Licenciados Reunidos, es un club deportivo de voleibol de la localidad de Cáceres, España. Compite en la Superliga 2 bajo la denominación de Extremadura Cáceres Patrimonio de la Humanidad y actualmente disputa sus encuentros en el Pabellón Multiusos "Ciudad de Cáceres" con capacidad para 6500 espectadores. 
El club destaca por sus numerosas campañas en las categorías de oro y de plata del voleibol nacional, junto con varias participaciones en la Copa del Príncipe organizándola en la temporada 2013/14 y en la Copa del Rey, de la que fue organizador en la temporada 2015/16, logrando alcanzar las semifinales. Además, siempre ha contado con presencias en los campeonatos nacionales con sus equipos de categorías inferiores, logrando meritorias clasificaciones, siendo la última a destacar el tercer puesto en el Campeonato de España Cadete 2015.

## Historia

### Primeros años
El club se fundó en el año 1989. El organigrama y la plantilla fueron heredadas del Club Licenciados Reunidos que se creó en 1971. Éste ya había participado en las máximas categorías de este deporte en las temporadas 1983/84, 1985/1986, 1986/1987 y 1988/89 jugando así en la División de honor. En 1995 se unió con el colegio donde se inició dicho deporte. Aunque unos años antes de la unión, el equipo volvió a participar en la máxima categoría durante la temporada 1992/1993 quedando en séptima plaza y descendiendo de categoría por motivos económicos.

### Inicios delsigloXXI
En 2002 asciende desde Primera División a la Liga Fev. Después de varias temporadas en dicha categoría, el equipo vuelve a descender, hasta la temporada 2010/11 en la que logra el ascenso definitivamente a la Superliga 2. en la que militará con gran éxito durante tres campañas, hasta la temporada 2013/2014 en la que el club consigue el ascenso a la categoría de oro del voleibol nacional, la Superliga masculina, junto con el Intasa San Sadurniño, además del subcampeonato en la Copa Príncipe.

### Regreso a la Superliga
Después de 3 temporadas en la competición de plata, el equipo logra ascender a la Superliga, siendo la temporada 2014/15 la primera en la categoría de oro, en la que logran una séptima posición y clasificarse para la Copa del Rey en la que cayeron en los cuartos de final.
La siguiente temporada 2015/16 se antojaría más complicada. El nivel de la liga fue ampliamente mejor y lograron salvar la categoría quedando en 9.ª posición. Además, ese mismo año, tras realizar una muy buena primera vuelta, el equipo se clasifica de nuevo para la Copa del Rey, competición que terminarían organizando ellos mismos, siendo los anfitriones. Lograron superar a Río Duero Soria en los cuartos de final, para caer finalmente ante el C.V. Teruel en la penúltima ronda.
El inicio de la tercera temporada 2016/17 en esta competición, no sería muy favorable llegando a ganar solamente un partido de los 8 primeros, siendo así el último de la clasificación. Esta dinámica no iba a cambiar durante todo el año, dando así por perdida la categoría sin moverse de la 12.ª posición de la tabla. Con el fin de la fase regular, el club cacereño volvería a la Superliga 2.

### Superliga 2 y actualidad
Tras el descenso a la categoría de plata, en la temporada 2017/18 el equipo cacereño se hace con los servicios del internacional cubano Joan Llanes, procedente del S. L. Benfica, y que ejerce durante toda la temporada como entrenador-jugador. Además, la plantilla se completa con jugadores de la Comunidad junto con el fichaje del brasileño Lucas N'Guessan, que permite al equipo terminar su primera temporada de vuelta en la Superliga 2 en una meritoria quinta plaza.
La temporada 2018/2019 el club sufre las principales bajas de sus dos jugadores extranjeros de la campaña anterior, y la plantilla se refuerza, de nuevo sobre la base joven extremeña, con los fichajes nacionales de Martín Dimitrov y Kevin Bordás, y el brasileño Gabriel Molina. Como entrenador, se hace cargo del equipo Juan Luis Cabanillas. Esta segunda temporada de estabilización en la categoría de plata del voleibol nacional, termina con el equipo en la sexta posición.
La actual temporada 2019/2020 regresa al equipo el central brasileño Lucas N'Guessan, y además se completa el fichaje de Renato Gervasio, procedente del Intasa San Sadurniño. El club cierra las renovaciones de jugadores locales de mucha importancia en las últimas temporadas como Jorge Gómez o Ricardo Brillo, lo que permite al equipo a aspirar a los puestos de Playoffs y de Copa del Príncipe bajo las órdenes del segundo entrenador de la campaña anterior que toma el puesto de primer técnico, Francisco Parra.

## Lista entrenadores
Adolfo Gómez: 1985-1987 y 1992-1993
Gabriel María Solano: 1993-2004
Enrique Carrasco Avellaneada: 2004-2006 y 2007-2012
Jorge Tello: 2006-2007
Raúl Rocha: 2012-2017
Joan Llanes: 2017-2018
Juan Luis Cabanillas: 2018-2019
Francisco Parra: 2019-Actualidad

## Trayectoria deportiva
Competiciones disputadas:
- Superliga(3): 2014/2015, 2015/16 y 2016/17
- Copa del Rey(2): 2015 y 2016
- Superliga 2(6): 2010/2011, 2011/2012, 2012/2013, 2013/2014, 2017/2018 y 2019/2020
- Copa del Príncipe(1): 2014